# 下一站說愛你
《下一站說愛你》（或譯《捷運來了你》），是一部2009年10月15日上映的泰國浪漫喜劇片，由亞狄桑·卓士韋卡沁執導、納瓦波·坦榮瓜塔納利編劇。本片是為了紀念曼谷大眾運輸系統（空鐵）通車十週年而拍攝，劇情也是描述日間上班族「梅麗」與空鐵夜班工程師「大伯」邂逅的故事。
本片上映後收得了不錯的成績，上映後成為2009年年度的泰國電影票房冠軍，並由於具有能夠引起共鳴的劇情和詼諧的元素，而獲得了好評。

## 劇情
梅麗是一位年逾30歲、任職於太陽能板公司的粉領族，身邊的朋友紛紛有了歸屬，自己卻仍是隻身獨處。一日，梅麗在好友「鴨子」的婚禮上因不勝酒力而醉倒，醒來後看到鴨子與新婚的丈夫相擁入睡。梅麗在替她感到開心的同時，卻也因為未曾嚐過戀愛的滋味而悲從中來，在噙著淚開車回家的途中又不慎將車子撞上街邊，一名在路邊攤吃飯的男子「大伯」立刻與眾人上前幫忙，而他的熱心和外貌也從此吸引了梅麗。
之後，由於梅麗撞爛了車子，而被父親禁止開車，必須過著擠數趟渡輪、出租汽車、嘟嘟車和空鐵才能通勤的辛苦生涯，但她又兩次遇到了大伯。一天晚上，梅麗從床上醒來，想到頂樓陽台打電話找鴨子聊天，卻撞見家裡的女傭小藍和男朋友小衰在屋頂交歡。梅麗的父親知情後怒不可遏的痛斥兩人，小衰才苦苦哀求說自己家裡的人會前來處理，之後梅麗就驚喜地發現這位監護人正是大伯。下一次則是梅麗在某天夜裡搭乘空鐵時，於車上碰見大伯，但冒失的梅麗卻不小心把大伯的墨鏡撞飛到外面的街上，還被來車輾成碎片。於是梅麗買了一副新的墨鏡想補償大伯，並在墨鏡盒上寫了自己的手機號碼，希望大伯能打給她，但在大伯接受了墨鏡之後，梅麗卻都沒能等到電話。
急著想追求大伯的梅麗，找來年輕貌美的鄰家小妹——小樂幫自己想辦法，兩人便到大伯時常光顧的一家租片店去等候，然後讓小樂用計得到大伯的手機號碼，但小樂卻反而對大伯產生了興趣，還特意跑到那家租片店去打工。之後，梅麗因為在連續劇《邱比特的眼淚》上看到了一位女子橫刀奪愛、與自己的姊姊搶男朋友，然後遭到姊姊報復的劇情，而下定決心阻撓小樂，於是在一天晚上用小樂的手機傳簡訊給她的三位男朋友，讓三人到租片店裡撞面，再當著小樂的面大打出手。但正好到店裡來的大伯卻遭受池魚之殃，公事包在鬥毆中被打到地上，撞壞了裡頭的筆記型電腦。梅麗急著表示要幫大伯把電腦拿去修，又失手把電腦摔到解體。梅麗將電腦拿去給鴨子的丈夫處理，卻已經無法修復。她只好親自將電腦與公事包送回空鐵公司交給大伯，但直到凌晨時，剛下班的大伯才發現累倒在警衛室裡的梅麗。他們在路上聊天到清晨，並發現兩人都同樣喜歡夜晚。
到了早上，兩人一起搭空鐵，大伯在出站後把自己壞掉的公事包丟到垃圾桶裡，梅麗立刻把它撿走，並因此開心了一整天，連原本通勤過程的煩惱都忘了。回到家後，她打開公事包，在裡面看見許多大伯的私人物品，包括一疊底片。梅麗把照片洗出來後，赫然發現相中人除了大伯以外，還有在《邱比特的眼淚》中飾演主角的影星格維達，兩人在拍照當時還是情侶。之後，不肖的相館老闆卻把這些照片都發布到網路上，並被報紙刊登。梅麗身邊的人都在關注這項新聞，讓她覺得很自責。下一次在列車上與大伯相遇時，便立刻對他坦承這場風波可能是自己造成的，但大伯只是決定不怪梅麗，還娓娓道來兩人當時分手的原因，正是因為自己上夜班的關係，而沒有時間與她見面，造成了疏遠。此時，同車有一群小學生正要前往曼谷天文館參加校外教學，兩人也決定去那邊共度下午。看完星展之後，發現了彗星即將接近地球的消息，梅麗希望那天能跟大伯一起欣賞，大伯雖然當下沒答應，幾天後卻主動跑來梅麗家，邀請她一起在潑水節當天出去玩。
潑水節當天，小樂也跑來加入梅麗和大伯，使得梅麗在白天的行程中都悶悶不樂，沒像大伯和小樂那樣沈浸在佳節氣氛中。下午，趁著大伯去換衣服時，梅麗向小樂表態，希望她能把大伯讓給自己，小樂聽了以後反而欣賞她的坦率，並笑著祝她成功。梅麗在傍晚時找到了大伯的住處——一間蓋在昭拍耶河岸邊的民宿，兩人一起瀏覽夜間的曼谷，大伯也邀請梅麗來參加空鐵的員工家庭日，順便帶她參觀維修機廠。在廠內照相時，大伯拍下了梅麗的醜照，梅麗在央求狂笑不止的大伯刪照片時，又再度把他的數位相機給摔壞了。
同樣在當天，機廠的解說員邀請大伯上台，並宣布大伯贏得了獎學金，並在兩天後就要前往德國進修。梅麗擔心兩人以後要分隔兩地，無法再繼續相處，於是決定結束這段感情，並在鄭皇橋上與大伯道別。大伯在出國前留給梅麗一個紙箱，裡面裝滿了各種物品，包括兩人第一次相遇時，從梅麗車上掉下來的後視鏡、被梅麗撞飛的墨鏡、筆記型電腦、已經摔壞但仍存有記憶卡的相機，還有天文館的門票。他還在這些物品上細心的貼了紙條，說明這些東西讓兩人認識的過程。梅麗這才懊惱的發現了大伯對自己的心意，連忙追到國際機場，卻來不及趕上，班機已經前往慕尼黑，使她失落而傷心的回家。彗星到達地球時，梅麗與飛機上的大伯只能分隔兩地、觀看著沒有機會一起共賞的美景。
兩年後，梅麗改到證券交易所當夜班人員，在一天晚上搭高架電車去上班時，意外遇到了久違的大伯，而大伯也調成了日班，正要搭車回家。兩人都在暹羅站下車換線，前往各自的目的地，但之後梅麗搭的線列車卻碰上電力故障而停在軌道上，乘客們都連忙打電話報平安，而梅麗的手機上也出現了一個陌生的號碼來電，接起來以後卻發現是大伯，他說電車馬上就會正常營運，並且還邀梅麗再去參加一次潑水節，梅麗則開心且略帶哽咽的答應了。之後列車的供電恢復正常，而大伯也同時出現在梅麗身邊——原來他跟梅麗搭上了同一班車，並笑著要她記下剛才的電話號碼。

## 演員表
- 克麗絲·霍旺飾：梅麗（เหมยลี่），任職於太陽能板公司的泰國華裔上班族
- 肯·帝拉傑·翁普亞潘飾：大伯（ลุง），曼谷空鐵系統的維修工程師
- 安格蘇瑪琳·希拉帕薩肯塔飾：小樂（เพลิน），梅麗的鄰居小妹
- 芭妮莎·品布露飾：鴨子（เป็ด），梅麗的好友
- 他莎翁·巴迪素乍倫飾：格維達·甘雅南（กบ กวิตา กันยานนท์），藝人、大伯的前女友，在連續劇《邱比特的眼淚》中出演女主角
- 桑尼·蘇莞門坦諾飾：斯蒂芬·扎木拉（สตีเฟ่น จำรัส），在連續劇《邱比特的眼淚》中出演男主角
- 吉拉華·瓦奇拉薩朗帕特飾：梅麗的父親，經營摩托車店
- 蘇彭·桑卡匹邦飾：梅麗的母親
- 矢野和貴（日语：矢野かずき）飾：梅麗的日本籍上司
- 查理·哲華飾：小樂的前男友，常穿著緊身褲[5]

## 製片

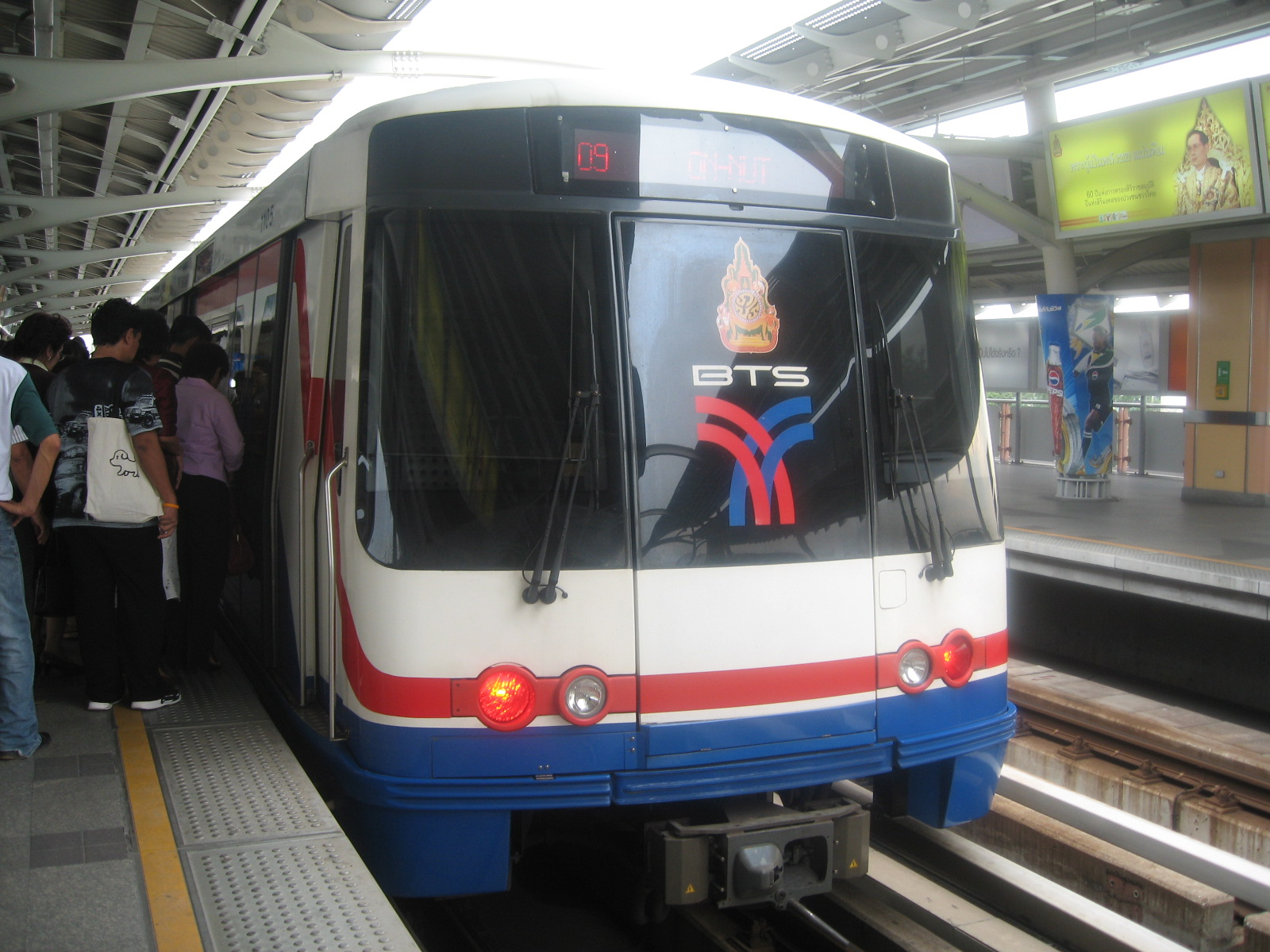
曼谷大眾運輸系統是本片主要的拍攝場景之一

本片的泰語片名字面譯意為「乘空鐵來看你」，而其發音正好與曼谷空鐵（รถไฟฟ้ามหานคร）的發音相近，形成了諧音的效果。另一方面，英語片名中也恰巧有三個詞的字首可對應到曼谷空鐵的縮寫。

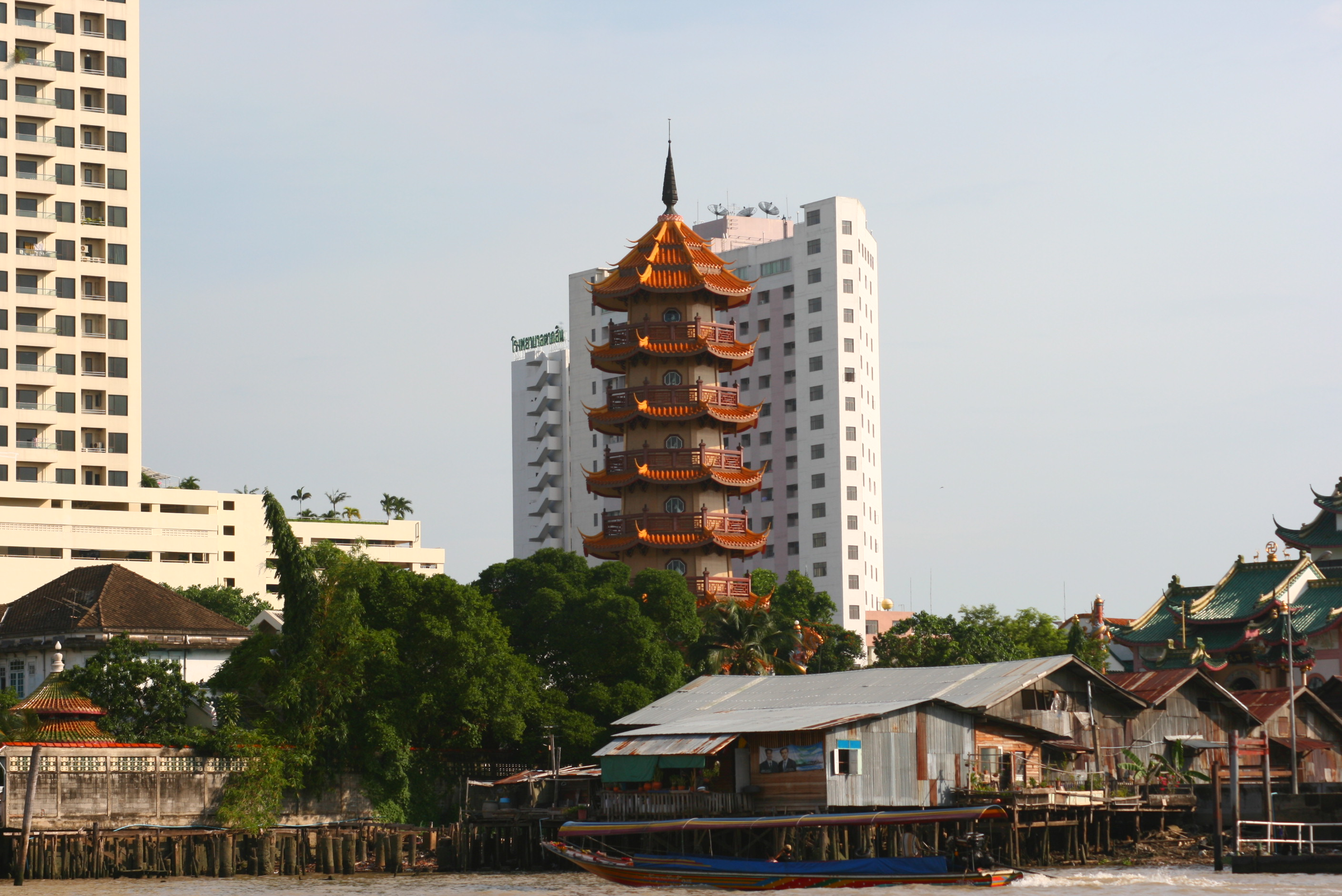
昭拍耶河河畔的紫真閣（Chee Chin Khor）寶塔曾在本片中作為遠景出現，對岸即為大伯投宿的民宿「盧瓦拉隆旅館」

根據導演亞狄桑·卓士韋卡沁的說法，他最初是與捷拉·馬里固一起展開《下一站說愛你》的創作計畫，而劇本是早在上映的兩年之前就已完成，但考量到市場及選角問題，才將上映時期後推到2009年。選角方面，在考量女主角的人選時，設定了年近卅歲、擁有華裔面孔及搞笑本性等三個條件，在多名面試者之間做過篩選之後，才於最後一輪試鏡時選中了當時28歲的克麗絲·霍旺；男主角人選的部分，則希望是能讓觀眾有鮮明印象且受歡迎的演員，因此最後敲定由肯·帝拉傑·翁普亞潘演出。
由於《下一站說愛你》的推出與曼谷空鐵的通車十週年有關，因此本片在取景時與曼谷大眾運輸系統取得合作，而空鐵公司也在場地出借上提供了全力支援。除此之外，黎明寺、阿南達沙瑪空皇家御會館、曼谷天文館等景點也出現在電影中，而大伯投宿的地點則是昭拍耶河東岸、N5碼頭至N4碼頭間的一家民宿「盧瓦拉隆」（Loy La Long；），該民宿亦因為本片的緣故而成為知名場景。在拍戲時，由於肯·帝拉傑太受歡迎，常使得拍片現場附近充斥著大量的影迷甚至歡呼聲，導致拍攝作業困難。潑水節的橋段是挑在中國春節期間一個低溫的日子拍攝的，但開拍時的情景仍十分熱絡。

## 上映後表現

### 評價
本片的影評大多提到了《下一站說愛你》的劇情儘管並不特別新穎或完美，但仍然以娛樂效果獲得成功，也引起了觀眾——包括目標客層的泰國年輕女性——的強烈共鳴與認同，而導演則將之歸功於生活化的題材和男女主角的表現。此外，主演克麗絲在片中生動及不計形象的演出，也使得該片成了她的成名之作。《經理人日報》的阿芬南·本魯利恩潘茂（อภินันท์ บุญเรืองพะเนา）在影評中表示浪漫喜劇元素及肯·帝拉傑詮釋的男主角都大大增加了該片的吸引力。他說克麗絲在片中頗有技巧地演活了單身的都會女性，但也批評電影的情節不夠強力且略顯鬆散。《一針見血報》的南塔光·辛史托恩（นันทขว้าง สิรสุนทร）在影評中認為該片最獨特的主題是女性對於自己的完美對象所存的憧憬，也表示片中呈現的當代曼谷都會意象和GTH影業的行銷活動使得這部電影成為成功之作，並讚賞了克麗絲的演出，不過亦指出情節有空虛之處。

### 票房
《下一站說愛你》上映後票房大賣，在首映日賺進了1,510萬泰銖，並打破了創下的1,490萬泰銖的紀錄。頭一週的票房收入則是5,700萬元泰銖。上映一個月的總收入則突破了1億4千萬泰銖，超越了《小情人》締造的1億3千7百萬泰銖，也成為2009年最賣座的泰國電影。

### 獲頒獎項
| 獎項                      | 類別                                              | 評選結果 |
| ------------------------- | ------------------------------------------------- | -------- |
| 2009年泰國媒體選擇獎      | 最佳影片                                          | 獲獎     |
| 2009年泰國媒體選擇獎      | 最佳男演員（肯·帝拉傑·翁普亞潘）                  | 獲獎     |
| 2009年泰國媒體選擇獎      | 最佳女演員（克麗絲·霍旺）                         | 獲獎     |
| 第7屆一針見血報大獎 （）  | 最佳影片                                          | 提名     |
| 第7屆一針見血報大獎 （）  | 最佳導演                                          | 提名     |
| 第7屆一針見血報大獎 （）  | 最佳女演員（克麗絲·霍旺）                         | 獲獎     |
| 2009年泰國娛樂頂尖獎 （） | 最佳影片                                          | 獲獎     |
| 2009年泰國娛樂頂尖獎 （） | 最佳導演                                          | 獲獎     |
| 2009年泰國娛樂頂尖獎 （） | 最佳女演員（克麗絲·霍旺）                         | 提名     |
| 2009年泰國娛樂頂尖獎 （） | 最佳男演員（肯·帝拉傑·翁普亞潘）                  | 獲獎     |
| 2009年泰國娛樂頂尖獎 （） | 最受歡迎突破電影女演員（安格蘇瑪琳·希拉帕薩肯塔） | 獲獎     |
| 第7屆Star Pics電影獎      | 最佳影片                                          | 獲獎     |
| 第7屆Star Pics電影獎      | 最佳女演員（克麗絲·霍旺）                         | 獲獎     |
| 第3屆泰國慶祝大獎 （）    | 年度最佳影片                                      | 提名     |
| 第3屆泰國慶祝大獎 （）    | 年度最佳男演員（肯·帝拉傑·翁普亞潘）              | 提名     |
| 第3屆泰國慶祝大獎 （）    | 年度最佳女演員（克麗絲·霍旺）                     | 獲獎     |
| 第18屆泰國影評人協會獎    | 最佳導演                                          | 提名     |
| 第18屆泰國影評人協會獎    | 最佳女演員（克麗絲·霍旺）                         | 獲獎     |
| 第18屆泰國影評人協會獎    | 最佳電影導演                                      | 提名     |
| 第18屆泰國影評人協會獎    | 最佳剪輯                                          | 提名     |
| 第18屆泰國影評人協會獎    | 最佳美術設計                                      | 提名     |
| 第18屆泰國影評人協會獎    | 最賣座電影                                        | 獲獎     |
| 第19屆泰國國家電影協會獎  | 最佳女演員（克麗絲·霍旺）                         | 獲獎     |
| 第19屆泰國國家電影協會獎  | 最佳服裝設計                                      | 提名     |
| 第19屆泰國國家電影協會獎  | 最佳化妝                                          | 提名     |
| 第3屆泰國九娛樂獎         | 年度最佳影片                                      | 提名     |
| 第3屆泰國九娛樂獎         | 最佳女演員（克麗絲·霍旺）                         | 提名     |
| 第7屆漢堡獎               | 最佳影片                                          | 提名     |
| 第7屆漢堡獎               | 最佳導演                                          | 提名     |
| 第7屆漢堡獎               | 最佳女演員（克麗絲·霍旺）                         | 獲獎     |
| 第7屆漢堡獎               | 最佳女配角（安格蘇瑪琳·希拉帕薩肯塔）             | 提名     |
| 第7屆漢堡獎               | 最受歡迎搶戲演員（查理·哲華）                     | 提名     |
| 第7屆漢堡獎               | 最受歡迎搶戲演員（桑尼·蘇莞門坦諾）               | 提名     |
| 第7屆漢堡獎               | 最佳電影主題曲                                    | 提名     |